# Eleições legislativas portuguesas de 1995 no distrito de Aveiro
| Eleições legislativas portuguesas de 1995 Distritos: Aveiro \| Beja \| Braga \| Bragança \| Castelo Branco \| Coimbra \| Évora \| Faro \| Guarda \| Leiria \| Lisboa \| Portalegre \| Porto \| Santarém \| Setúbal \| Viana do Castelo \| Vila Real \| Viseu \| Açores \| Madeira \| Estrangeiro |

## Resultados por Concelho
Os resultados nos concelhos do Distrito de Aveiro foram os seguintes:

### Águeda
| Partido                 | Partido                        | Votos  | %               | +/-   |
| ----------------------- | ------------------------------ | ------ | --------------- | ----- |
|                         | Partido Social Democrata       | 10 612 | 41,31 / 100,00  | 19,20 |
|                         | Partido Socialista             | 9 917  | 38,61 / 100,00  | 12,69 |
|                         | Partido Popular                | 3 532  | 13,75 / 100,00  | 7,48  |
|                         | Coligação Democrática Unitária | 803    | 3,13 / 100,00   | 0,27  |
|                         | Outros                         | 376    | 1,45 / 100,00   |       |
| Votos Inválidos         | Votos Inválidos                | 447    | 1,74 / 100,00   | 0,23  |
| Total                   | Total                          | 25 687 | 100,00 / 100,00 |       |
| Eleitorado/Participação | Eleitorado/Participação        | 38 934 | 65,98 / 100,00  | 1,19  |

### Albergaria-a-Velha
| Partido                 | Partido                        | Votos  | %               | +/-   |
| ----------------------- | ------------------------------ | ------ | --------------- | ----- |
|                         | Partido Social Democrata       | 5 636  | 44,82 / 100,00  | 18,73 |
|                         | Partido Socialista             | 4 133  | 32,87 / 100,00  | 11,20 |
|                         | Partido Popular                | 2 187  | 17,39 / 100,00  | 8,67  |
|                         | Coligação Democrática Unitária | 244    | 1,94 / 100,00   | 0,18  |
|                         | Outros                         | 165    | 1,30 / 100,00   |       |
| Votos Inválidos         | Votos Inválidos                | 209    | 1,66 / 100,00   | 0,07  |
| Total                   | Total                          | 12 574 | 100,00 / 100,00 |       |
| Eleitorado/Participação | Eleitorado/Participação        | 19 000 | 66,18 / 100,00  | 3,86  |

### Anadia
| Partido                 | Partido                        | Votos  | %               | +/-   |
| ----------------------- | ------------------------------ | ------ | --------------- | ----- |
|                         | Partido Social Democrata       | 8 725  | 48,47 / 100,00  | 17,06 |
|                         | Partido Socialista             | 5 948  | 33,04 / 100,00  | 10,75 |
|                         | Partido Popular                | 2 348  | 13,04 / 100,00  | 6,74  |
|                         | Coligação Democrática Unitária | 317    | 1,76 / 100,00   | 0,23  |
|                         | Outros                         | 239    | 1,32 / 100,00   |       |
| Votos Inválidos         | Votos Inválidos                | 425    | 2,36 / 100,00   | 0,58  |
| Total                   | Total                          | 18 002 | 100,00 / 100,00 |       |
| Eleitorado/Participação | Eleitorado/Participação        | 26 908 | 66,90 / 100,00  | 3,04  |

### Arouca
| Partido                 | Partido                        | Votos  | %               | +/-   |
| ----------------------- | ------------------------------ | ------ | --------------- | ----- |
|                         | Partido Social Democrata       | 7 154  | 53,60 / 100,00  | 17,96 |
|                         | Partido Socialista             | 3 590  | 26,90 / 100,00  | 11,26 |
|                         | Partido Popular                | 1 964  | 14,71 / 100,00  | 7,96  |
|                         | Coligação Democrática Unitária | 150    | 1,12 / 100,00   | 0,06  |
|                         | Outros                         | 258    | 1,93 / 100,00   |       |
| Votos Inválidos         | Votos Inválidos                | 231    | 1,73 / 100,00   | 0,24  |
| Total                   | Total                          | 13 347 | 100,00 / 100,00 |       |
| Eleitorado/Participação | Eleitorado/Participação        | 20 577 | 64,86 / 100,00  | 4,18  |

### Aveiro
| Partido                 | Partido                        | Votos  | %               | +/-   |
| ----------------------- | ------------------------------ | ------ | --------------- | ----- |
|                         | Partido Social Democrata       | 15 179 | 38,73 / 100,00  | 19,21 |
|                         | Partido Socialista             | 14 720 | 37,56 / 100,00  | 13,02 |
|                         | Partido Popular                | 6 673  | 17,03 / 100,00  | 8,04  |
|                         | Coligação Democrática Unitária | 1 251  | 3,19 / 100,00   | 0,01  |
|                         | Outros                         | 662    | 1,69 / 100,00   |       |
| Votos Inválidos         | Votos Inválidos                | 709    | 1,81 / 100,00   | 0,01  |
| Total                   | Total                          | 39 194 | 100,00 / 100,00 |       |
| Eleitorado/Participação | Eleitorado/Participação        | 58 321 | 67,20 / 100,00  | 3,41  |

### Castelo de Paiva
| Partido                 | Partido                        | Votos  | %               | +/-   |
| ----------------------- | ------------------------------ | ------ | --------------- | ----- |
|                         | Partido Socialista             | 4 654  | 47,24 / 100,00  | 14,70 |
|                         | Partido Social Democrata       | 4 261  | 43,25 / 100,00  | 16,66 |
|                         | Partido Popular                | 496    | 5,03 / 100,00   | 3,06  |
|                         | Coligação Democrática Unitária | 146    | 1,48 / 100,00   | 0,23  |
|                         | Outros                         | 138    | 1,39 / 100,00   |       |
| Votos Inválidos         | Votos Inválidos                | 157    | 1,59 / 100,00   | 0,26  |
| Total                   | Total                          | 9 852  | 100,00 / 100,00 |       |
| Eleitorado/Participação | Eleitorado/Participação        | 14 237 | 69,20 / 100,00  | 3,41  |

### Espinho
| Partido                 | Partido                        | Votos  | %               | +/-   |
| ----------------------- | ------------------------------ | ------ | --------------- | ----- |
|                         | Partido Socialista             | 10 899 | 48,21 / 100,00  | 12,32 |
|                         | Partido Social Democrata       | 7 758  | 34,32 / 100,00  | 14,22 |
|                         | Partido Popular                | 1 750  | 7,74 / 100,00   | 4,23  |
|                         | Coligação Democrática Unitária | 1 479  | 6,54 / 100,00   | 0,31  |
|                         | Outros                         | 382    | 1,68 / 100,00   |       |
| Votos Inválidos         | Votos Inválidos                | 337    | 1,49 / 100,00   | 0,13  |
| Total                   | Total                          | 22 605 | 100,00 / 100,00 |       |
| Eleitorado/Participação | Eleitorado/Participação        | 30 174 | 74,92 / 100,00  | 0,82  |

### Estarreja
| Partido                 | Partido                        | Votos  | %               | +/-   |
| ----------------------- | ------------------------------ | ------ | --------------- | ----- |
|                         | Partido Social Democrata       | 6 904  | 46,81 / 100,00  | 15,74 |
|                         | Partido Socialista             | 5 117  | 34,69 / 100,00  | 11,90 |
|                         | Partido Popular                | 1 742  | 11,81 / 100,00  | 5,84  |
|                         | Coligação Democrática Unitária | 499    | 3,38 / 100,00   | 0,32  |
|                         | Outros                         | 224    | 1,51 / 100,00   |       |
| Votos Inválidos         | Votos Inválidos                | 264    | 1,79 / 100,00   | 0,28  |
| Total                   | Total                          | 14 750 | 100,00 / 100,00 |       |
| Eleitorado/Participação | Eleitorado/Participação        | 22 224 | 66,37 / 100,00  | 2,84  |

### Ílhavo
| Partido                 | Partido                        | Votos  | %               | +/-   |
| ----------------------- | ------------------------------ | ------ | --------------- | ----- |
|                         | Partido Social Democrata       | 7 177  | 42,80 / 100,00  | 21,03 |
|                         | Partido Socialista             | 5 979  | 35,66 / 100,00  | 12,37 |
|                         | Partido Popular                | 2 582  | 15,40 / 100,00  | 10,82 |
|                         | Coligação Democrática Unitária | 453    | 2,70 / 100,00   | 0,47  |
|                         | Outros                         | 271    | 1,62 / 100,00   |       |
| Votos Inválidos         | Votos Inválidos                | 305    | 1,81 / 100,00   | 0,10  |
| Total                   | Total                          | 16 767 | 100,00 / 100,00 |       |
| Eleitorado/Participação | Eleitorado/Participação        | 27 221 | 61,60 / 100,00  | 3,29  |

### Mealhada
| Partido                 | Partido                        | Votos  | %               | +/-   |
| ----------------------- | ------------------------------ | ------ | --------------- | ----- |
|                         | Partido Socialista             | 5 973  | 55,29 / 100,00  | 15,09 |
|                         | Partido Social Democrata       | 3 266  | 30,23 / 100,00  | 16,82 |
|                         | Partido Popular                | 651    | 6,03 / 100,00   | 3,39  |
|                         | Coligação Democrática Unitária | 469    | 4,34 / 100,00   | 0,21  |
|                         | Outros                         | 238    | 2,20 / 100,00   |       |
| Votos Inválidos         | Votos Inválidos                | 206    | 1,90 / 100,00   | 0,34  |
| Total                   | Total                          | 10 803 | 100,00 / 100,00 |       |
| Eleitorado/Participação | Eleitorado/Participação        | 16 588 | 65,13 / 100,00  | 0,19  |

### Murtosa
| Partido                 | Partido                  | Votos | %               | +/-   |
| ----------------------- | ------------------------ | ----- | --------------- | ----- |
|                         | Partido Social Democrata | 3 089 | 63,97 / 100,00  | 15,08 |
|                         | Partido Socialista       | 1 098 | 22,74 / 100,00  | 10,39 |
|                         | Partido Popular          | 465   | 9,63 / 100,00   | 5,40  |
|                         | Outros                   | 87    | 1,80 / 100,00   |       |
| Votos Inválidos         | Votos Inválidos          | 90    | 1,86 / 100,00   | 0,03  |
| Total                   | Total                    | 4 829 | 100,00 / 100,00 |       |
| Eleitorado/Participação | Eleitorado/Participação  | 8 372 | 57,68 / 100,00  | 3,48  |

### Oliveira de Azeméis
| Partido                 | Partido                        | Votos  | %               | +/-   |
| ----------------------- | ------------------------------ | ------ | --------------- | ----- |
|                         | Partido Socialista             | 17 004 | 43,48 / 100,00  | 13,47 |
|                         | Partido Social Democrata       | 15 584 | 39,85 / 100,00  | 19,07 |
|                         | Partido Popular                | 4 737  | 12,11 / 100,00  | 6,95  |
|                         | Coligação Democrática Unitária | 664    | 1,70 / 100,00   | 0,16  |
|                         | Outros                         | 546    | 1,40 / 100,00   |       |
| Votos Inválidos         | Votos Inválidos                | 570    | 1,46 / 100,00   | 0,09  |
| Total                   | Total                          | 39 105 | 100,00 / 100,00 |       |
| Eleitorado/Participação | Eleitorado/Participação        | 54 733 | 71,45 / 100,00  | 0,95  |

### Oliveira do Bairro
| Partido                 | Partido                  | Votos  | %               | +/-   |
| ----------------------- | ------------------------ | ------ | --------------- | ----- |
|                         | Partido Social Democrata | 6 506  | 57,91 / 100,00  | 16,32 |
|                         | Partido Popular          | 2 267  | 20,18 / 100,00  | 7,79  |
|                         | Partido Socialista       | 2 082  | 18,53 / 100,00  | 8,76  |
|                         | Outros                   | 185    | 1,65 / 100,00   |       |
| Votos Inválidos         | Votos Inválidos          | 194    | 1,72 / 100,00   | 0,43  |
| Total                   | Total                    | 11 234 | 100,00 / 100,00 |       |
| Eleitorado/Participação | Eleitorado/Participação  | 16 506 | 68,06 / 100,00  | 3,26  |

### Ovar
| Partido                 | Partido                        | Votos  | %               | +/-   |
| ----------------------- | ------------------------------ | ------ | --------------- | ----- |
|                         | Partido Socialista             | 13 179 | 48,65 / 100,00  | 14,33 |
|                         | Partido Social Democrata       | 9 544  | 35,23 / 100,00  | 15,68 |
|                         | Partido Popular                | 2 058  | 7,60 / 100,00   | 4,38  |
|                         | Coligação Democrática Unitária | 1 306  | 4,82 / 100,00   | 1,17  |
|                         | Outros                         | 564    | 2,08 / 100,00   |       |
| Votos Inválidos         | Votos Inválidos                | 438    | 1,62 / 100,00   | 0,17  |
| Total                   | Total                          | 27 089 | 100,00 / 100,00 |       |
| Eleitorado/Participação | Eleitorado/Participação        | 39 626 | 68,36 / 100,00  | 0,35  |

### Santa Maria da Feira
| Partido                 | Partido                        | Votos   | %               | +/-   |
| ----------------------- | ------------------------------ | ------- | --------------- | ----- |
|                         | Partido Socialista             | 35 305  | 48,75 / 100,00  | 11,28 |
|                         | Partido Social Democrata       | 26 755  | 36,94 / 100,00  | 14,27 |
|                         | Partido Popular                | 6 449   | 8,91 / 100,00   | 4,24  |
|                         | Coligação Democrática Unitária | 1 754   | 2,42 / 100,00   | 0,22  |
|                         | Outros                         | 1 025   | 1,41 / 100,00   |       |
| Votos Inválidos         | Votos Inválidos                | 1 131   | 1,57 / 100,00   | 0,14  |
| Total                   | Total                          | 72 419  | 100,00 / 100,00 |       |
| Eleitorado/Participação | Eleitorado/Participação        | 100 077 | 72,36 / 100,00  | 0,59  |

### São João da Madeira
| Partido                 | Partido                        | Votos  | %               | +/-   |
| ----------------------- | ------------------------------ | ------ | --------------- | ----- |
|                         | Partido Socialista             | 6 004  | 49,14 / 100,00  | 13,01 |
|                         | Partido Social Democrata       | 3 840  | 31,43 / 100,00  | 17,07 |
|                         | Partido Popular                | 1 520  | 12,44 / 100,00  | 6,02  |
|                         | Coligação Democrática Unitária | 499    | 4,08 / 100,00   | 0,25  |
|                         | Outros                         | 190    | 1,56 / 100,00   |       |
| Votos Inválidos         | Votos Inválidos                | 166    | 1,36 / 100,00   | 0,12  |
| Total                   | Total                          | 12 219 | 100,00 / 100,00 |       |
| Eleitorado/Participação | Eleitorado/Participação        | 16 707 | 73,14 / 100,00  | 0,08  |

### Sever do Vouga
| Partido                 | Partido                        | Votos  | %               | +/-   |
| ----------------------- | ------------------------------ | ------ | --------------- | ----- |
|                         | Partido Social Democrata       | 4 366  | 54,58 / 100,00  | 17,98 |
|                         | Partido Socialista             | 1 893  | 23,67 / 100,00  | 9,58  |
|                         | Partido Popular                | 1 377  | 17,21 / 100,00  | 9,06  |
|                         | Coligação Democrática Unitária | 99     | 1,24 / 100,00   | 0,13  |
|                         | Outros                         | 98     | 1,23 / 100,00   |       |
| Votos Inválidos         | Votos Inválidos                | 166    | 2,08 / 100,00   | 0,42  |
| Total                   | Total                          | 7 999  | 100,00 / 100,00 |       |
| Eleitorado/Participação | Eleitorado/Participação        | 11 661 | 68,60 / 100,00  | 4,64  |

### Vagos
| Partido                 | Partido                  | Votos  | %               | +/-   |
| ----------------------- | ------------------------ | ------ | --------------- | ----- |
|                         | Partido Social Democrata | 6 024  | 57,09 / 100,00  | 21,59 |
|                         | Partido Popular          | 2 363  | 22,39 / 100,00  | 13,28 |
|                         | Partido Socialista       | 1 837  | 17,41 / 100,00  | 8,51  |
|                         | Outros                   | 153    | 1,44 / 100,00   |       |
| Votos Inválidos         | Votos Inválidos          | 175    | 1,66 / 100,00   | 0,46  |
| Total                   | Total                    | 10 552 | 100,00 / 100,00 |       |
| Eleitorado/Participação | Eleitorado/Participação  | 16 612 | 63,52 / 100,00  | 4,77  |

### Vale de Cambra
| Partido                 | Partido                        | Votos  | %               | +/-   |
| ----------------------- | ------------------------------ | ------ | --------------- | ----- |
|                         | Partido Social Democrata       | 5 728  | 38,65 / 100,00  | 19,72 |
|                         | Partido Socialista             | 5 122  | 34,56 / 100,00  | 11,95 |
|                         | Partido Popular                | 3 212  | 21,67 / 100,00  | 9,19  |
|                         | Coligação Democrática Unitária | 225    | 1,52 / 100,00   | 0,28  |
|                         | Outros                         | 243    | 1,63 / 100,00   |       |
| Votos Inválidos         | Votos Inválidos                | 289    | 1,95 / 100,00   | 0,02  |
| Total                   | Total                          | 14 819 | 100,00 / 100,00 |       |
| Eleitorado/Participação | Eleitorado/Participação        | 21 240 | 69,77 / 100,00  | 0,51  |